# راجر آلام
راجر آلام (انگلیسی: Roger Allam؛ زادهٔ ۲۶ اکتبر ۱۹۵۳) هنرپیشه، و خواننده اهل انگلستان است. وی از سال ۱۹۸۱ میلادی تاکنون مشغول فعالیت بوده‌است.

## بخشی از فیلمشناسی
از فیلم‌ها یا برنامه‌های تلویزیونی که وی در آن نقش داشته‌است می‌توان به آثار زیر اشاره کرد.
- وی مثل وندتا (۲۰۰۵)
- بادی که کشتزار جو را تکان می‌دهد (۲۰۰۶)
- ملکه (۲۰۰۶)
- مسابقه سرعت (۲۰۰۸)
- اینکهارت (۲۰۰۸)
- مارگارت (۲۰۰۹)
- دزدان دریایی کارائیب: سوار بر امواج ناشناخته (۲۰۱۱)
- بانوی آهنی (۲۰۱۱)
- زن سیاه‌پوش (۲۰۱۲)
- کتاب‌دزد (۲۰۱۳)
- آقای هولمز (۲۰۱۵)
- بانویی در ون (۲۰۱۵)